# Gusti Huber
Auguste Huber (27 de julio de 1914 – 12 de julio de 1993) fue una actriz teatral y cinematográfica de origen austriaco.

## Biografía
Nacida en Wiener Neustadt, Austria Hungría, se preparó como actriz con el Dr. Beer, que la hizo debutar en Zúrich. Hizo su primer papel en el cine en 1935, y dos años más tarde consiguió su gran oportunidad en la adaptación para la gran pantalla de la obra Unentschuldigte Stunde.
Entre las cintas más conocidas de su filmografía se encuentran Land der Liebe (1937), Marguerite (1939) y Jenny und der Herr im Frack (1941). A partir de entonces trabajó durante cuatro años en el Burgtheater de Viena y en otros teatros.
Finalizada la Segunda Guerra Mundial, ella y su segundo marido, un oficial estadounidense del ejército de ocupación, se mudaron a los Estados Unidos, actuando a partir de entonces solo de manera ocasional. En el circuito de Broadway actuó en tres obras (Flight into Egypt, Crimen perfecto, y El diario de Ana Frank). Su última película fue la cinta de 1959 El diario de Ana Frank, en la cual daba vida a la madre, Edith Frank.
La hija de Huber fue Bibi Besch (1940 - 1996), una versátil actriz que trabajó en películas como Star Trek II: La ira de Khan y en producciones televisivas, siendo nominada en varias ocasiones a los Premios Emmy. Su nieta es la también actriz Samantha Mathis (1970).
Gusti Huber falleció en 1993 en Mount Kisco, Nueva York (Estados Unidos), a causa de un fallo cardiaco.

## Filmografía
| - 1935: Tanzmusik - 1935: Buchhalter Schnabel - 1935: Ein Walzer um den Stephansturm - 1936: Savoy-Hotel 217 - 1936: Fiakerlied - 1937: Die Unentschuldigte Stunde - 1937: Der Mann, von dem man spricht - 1937: Land der Liebe - 1938: Der Optimist - 1938: Das Mädchen von gestern Nacht - 1938: Kleiner Mann - ganz groß! | - 1938: Zwischen den Eltern - 1939: Marguerite : 3 - 1940: Wie konntest Du, Veronika! - 1940: Herz - modern möbliert - 1941: So gefällst Du mir - 1941: Jenny und der Herr im Frack - 1943: Gabriele Dambrone - 1945: Wie ein Dieb in der Nacht - 1945: Am Abend nach der Oper - 1959: El diario de Ana Frank |